# Ismet Nuno Arnautalić
Ismet Nuno Arnautalić (Sarajevo, 25. prosinca 1942.), bosanskohercegovački ritam gitarist i skladatelj.

## Glazbena karijera
Prva grupa u kojoj počinje muzičku karijeru, iz gimnazijskih dana, bila je Eho '61, a 1962. godine sa Šefkom Akšamijom osniva Indexe, u kojima svira ritam gitaru do 1969. Bio je jedini ritam gitarist u Indexima, odnosno njegovim odlaskom grupa više nije imala nikoga na ritam gitari.
Godine 1971. formira grupu Jutro s Goranom Bregovićem, ali suradnju prekidaju dvije godine kasnije, nakon čega je grupa preimenovana u Bijelo dugme. 
Od 1971. profesionalni je gitarist u Plesnom orkestru Televizije, do 1984. godine, kada preuzima dužnost urednika muzičko-zabavnog programa Televizije Sarajevo. Ovaj posao obavljao je do 1993. i za to vrijeme realizirao mnoge glazbene serijale. Najpoznatiji su bili Pop non stop i Pop poligon, te kao poseban projekat Top lista nadrealista.
Za vrijeme aktivnog bavljenja muzikom realizirao je više od 70 pjesama, za Indexe, Jutro, Ambasadore, Jadranku Stojaković, Nedu Ukraden i druge izvođače.
Godine 1990., zajedno s grupom autora, osniva filmsku kuću Saga (skraćeno od 'sarajevska grupa autora'), u kojoj i danas radi kao kreator video spotova.

## Pjesme Ismeta Arnautalića za Indexe
- Čudan čovjek,
- Dječak iz obične ulice,
- Djevojka iz IIIg,
- Drugi čovjek,
- Kasno je sad,
- Naše doba,
- Nikada,
- Pokvareni sat,
- Svijet za sebe,
- Voljeti nježno,